# Temporada 2014 del Campeonato del Mundo de Moto2
La temporada 2014 del campeonato del mundo de Moto2 fue parte de la 66.ª edición del Campeonato del Mundo de Motociclismo.

## Calendario
El calendario era un total de 18 carreras, donde regresó el Gran Premio de Argentina. El 13 de diciembre de 2013 se actualizó el calendario, confirmando el Gran Premio de España, y modificando el orden de los realizados en Japón, Australia y Malasia. El Gran Premio de Brasil, había sido confirmado en el calendario provisional, pero fue cancelado el 29 de enero de 2014.
| Ronda | Fecha            | Gran Premio                                       | Circuito                                                            |
| ----- | ---------------- | ------------------------------------------------- | ------------------------------------------------------------------- |
| 1     | 23 de marzo      | Gran Premio de Catar de Motociclismo              | Circuito Internacional de Losail, Doha (*)                          |
| 2     | 13 de abril      | Gran Premio de las Américas de Motociclismo       | Circuito de las Américas, Austin                                    |
| 3     | 27 de abril      | Gran Premio de Argentina de Motociclismo          | Autódromo Internacional de Termas de Río Hondo, Santiago del Estero |
| 4     | 4 de mayo        | Gran Premio de España de Motociclismo             | Circuito de Jerez, Jerez de la Frontera                             |
| 5     | 18 de mayo       | Gran Premio de Francia de Motociclismo            | Le Mans Bugatti, Le Mans                                            |
| 6     | 1 de junio       | Gran Premio de Italia de Motociclismo             | Circuito de Mugello, Mugello                                        |
| 7     | 15 de junio      | Gran Premio de Cataluña de Motociclismo           | Circuito de Cataluña, Montmeló                                      |
| 8     | 28 de junio      | Gran Premio de los Países Bajos de Motociclismo   | Circuito de Assen, Assen (**)                                       |
| 9     | 13 de julio      | Gran Premio de Alemania de Motociclismo           | Sachsenring, Hohenstein-Ernstthal                                   |
| 10    | 10 de agosto     | Gran Premio de Indianápolis de Motociclismo       | Indianapolis Motor Speedway, Indianápolis                           |
| 11    | 17 de agosto     | Gran Premio de la República Checa de Motociclismo | Autódromo de Brno, Brno                                             |
| 12    | 31 de agosto     | Gran Premio de Gran Bretaña de Motociclismo       | Circuito de Silverstone, Silverstone                                |
| 13    | 14 de septiembre | Gran Premio de San Marino de Motociclismo         | Circuito de Misano Marco Simoncelli, Misano Adriatico               |
| 14    | 21 de septiembre | Gran Premio de Aragón de Motociclismo             | Ciudad del Motor de Aragón, Alcañiz                                 |
| 15    | 12 de octubre    | Gran Premio de Japón de Motociclismo              | Twin Ring Motegi, Motegi                                            |
| 16    | 19 de octubre    | Gran Premio de Australia de Motociclismo          | Circuito de Phillip Island, Phillip Island                          |
| 17    | 26 de octubre    | Gran Premio de Malasia de Motociclismo            | Circuito Internacional de Sepang, Sepang                            |
| 18    | 9 de noviembre   | Gran Premio de la Comunidad Valenciana            | Circuito Ricardo Tormo, Valencia                                    |

Notas:
(*) Carreras nocturnas.
(**) Carreras en sábado.

## Pilotos y Equipos
| Equipo                                                             | Constructor    | Moto                | N.º | Piloto              | Rondas      |
| ------------------------------------------------------------------ | -------------- | ------------------- | --- | ------------------- | ----------- |
| AirAsia Caterham Moto Racing AirAsia Caterham Caterham Moto Racing | Caterham Suter | Suter MMX2          | 2   | Josh Herrin         | 1–2, 5–12   |
| AirAsia Caterham Moto Racing AirAsia Caterham Caterham Moto Racing | Caterham Suter | Suter MMX2          | 5   | Johann Zarco        | 1-18        |
| AirAsia Caterham Moto Racing AirAsia Caterham Caterham Moto Racing | Caterham Suter | Suter MMX2          | 14  | Ratthapark Wilairot | 4, 13–18    |
| NGM Forward Racing                                                 | Kalex          | Kalex Moto2         | 3   | Simone Corsi        | 5–12        |
| NGM Forward Racing                                                 | Kalex          | Kalex Moto2         | 20  | Florian Marino      | 13–18       |
| NGM Forward Racing                                                 | Kalex          | Kalex Moto2         | 54  | Mattia Pasini       | 5–18        |
| NGM Forward Racing                                                 | Forward KLX    | Forward KLX         | 3   | Simone Corsi        | 1–4         |
| NGM Forward Racing                                                 | Forward KLX    | Forward KLX         | 54  | Mattia Pasini       | 1–4         |
| IodaRacing Project Octo IodaRacing Team                            | Suter          | Suter MMX2          | 4   | Randy Krummenacher  | 1-18        |
| Gresini Moto2 Federal Oil Gresini Moto2                            | Suter          | Suter MMX2          | 7   | Lorenzo Baldassarri | 1-18        |
| Gresini Moto2 Federal Oil Gresini Moto2                            | Suter          | Suter MMX2          | 19  | Xavier Siméon       | 1-18        |
| AGT Rea Racing                                                     | Suter          | Suter MMX2          | 8   | Gino Rea            | 1-18        |
| Brough Superior Racing                                             | Taylor Made    | TaylorMade Carbon 2 | 9   | Jeremy McWilliams   | 12          |
| Teluru Team JiR Webike                                             | TSR            | TSR TSR6            | 9   | Kenny Noyes         | 14          |
| Teluru Team JiR Webike                                             | TSR            | TSR TSR6            | 45  | Tetsuta Nagashima   | 1–12        |
| Teluru Team JiR Webike                                             | TSR            | TSR TSR6            | 64  | Federico Caricasulo | 13          |
| Teluru Team JiR Webike                                             | NTS            | NTS NH6             | 45  | Tetsuta Nagashima   | 18          |
| Teluru Team JiR Webike                                             | NTS            | NTS NH6             | 71  | Tomoyoshi Koyama    | 15–17       |
| APH PTT The Pizza SAG SAG Team                                     | Kalex          | Kalex Moto2         | 10  | Thitipong Warokorn  | 1-18        |
| APH PTT The Pizza SAG SAG Team                                     | Kalex          | Kalex Moto2         | 96  | Louis Rossi         | 1-18        |
| Dynavolt Intact GP                                                 | Kalex          | Kalex Moto2         | 11  | Sandro Cortese      | 1-18        |
| Interwetten Paddock Moto2 Interwetten Sitag                        | Suter          | Suter MMX2          | 12  | Thomas Lüthi        | 1-18        |
| Tasca Racing Moto2                                                 | Suter          | Suter MMX2          | 15  | Alex de Angelis     | 1–10        |
| Tasca Racing Moto2                                                 | Suter          | Suter MMX2          | 42  | Max Croker          | 16          |
| Tasca Racing Moto2                                                 | Suter          | Suter MMX2          | 44  | Roberto Rolfo       | 17–18       |
| Tasca Racing Moto2                                                 | Suter          | Suter MMX2          | 84  | Riccardo Russo      | 11–15       |
| Mapfre Aspar Team Moto2                                            | Suter          | Suter MMX2          | 18  | Nicolás Terol       | 1–11, 13–18 |
| Mapfre Aspar Team Moto2                                            | Suter          | Suter MMX2          | 80  | Dakota Mamola       | 12          |
| Mapfre Aspar Team Moto2                                            | Suter          | Suter MMX2          | 81  | Jordi Torres        | 1-18        |
| Italtrans Racing Team                                              | Kalex          | Kalex Moto2         | 21  | Franco Morbidelli   | 1-18        |
| Italtrans Racing Team                                              | Kalex          | Kalex Moto2         | 60  | Julián Simón        | 1-18        |
| Speed Up                                                           | Speed Up       | Speed Up SF14       | 22  | Sam Lowes           | 1-18        |
| Tech 3                                                             | Tech 3         | Tech 3 Mistral 610  | 23  | Marcel Schrötter    | 1-18        |
| Tech 3                                                             | Tech 3         | Tech 3 Mistral 610  | 88  | Ricard Cardús       | 1-18        |
| Tech 3                                                             | Tech 3         | Tech 3 Mistral 610  | 92  | Álex Mariñelarena   | [ n 1 ]     |
| Idemitsu Honda Team Asia                                           | Kalex          | Kalex Moto2         | 25  | Azlan Shah          | 1-18        |
| Idemitsu Honda Team Asia                                           | Kalex          | Kalex Moto2         | 30  | Takaaki Nakagami    | 1-18        |
| Ciatti                                                             | Suter          | Suter MMX2          | 32  | Federico Fuligni    | 13          |
| QMMF Racing Team                                                   | Speed Up       | Speed Up SF14       | 33  | Nina Prinz          | 9           |
| QMMF Racing Team                                                   | Speed Up       | Speed Up SF14       | 95  | Anthony West        | 1-18        |
| QMMF Racing Team                                                   | Speed Up       | Speed Up SF14       | 97  | Román Ramos         | 1-18        |
| QMMF Racing Team                                                   | Speed Up       | Speed Up SF14       | 98  | Mashel Al Naimi     | 1           |
| Marc VDS Racing Team                                               | Kalex          | Kalex Moto2         | 36  | Mika Kallio         | 1-18        |
| Marc VDS Racing Team                                               | Kalex          | Kalex Moto2         | 41  | Aiden Wagner        | 16          |
| Marc VDS Racing Team                                               | Kalex          | Kalex Moto2         | 53  | Esteve Rabat        | 1-18        |
| Pons HP 40 Páginas Amarillas HP 40                                 | Kalex          | Kalex Moto2         | 39  | Luis Salom          | 1-18        |
| Pons HP 40 Páginas Amarillas HP 40                                 | Kalex          | Kalex Moto2         | 40  | Maverick Viñales    | 1-18        |
| Pons HP 40 Páginas Amarillas HP 40                                 | Kalex          | Kalex Moto2         | 57  | Edgar Pons          | 4           |
| Singha Eneos Yamaha Tech 3                                         | Tech 3         | Tech 3 Mistral 610  | 46  | Decha Kraisart      | 17          |
| Singha Eneos Yamaha Tech 3                                         | Tech 3         | Tech 3 Mistral 610  | 65  | Chalermpol Polamai  | 15          |
| AGR Team                                                           | Kalex          | Kalex Moto2         | 49  | Axel Pons           | 1-18        |
| AGR Team                                                           | Kalex          | Kalex Moto2         | 94  | Jonas Folger        | 1-18        |
| Petronas Raceline Malaysia                                         | Kalex          | Kalex Moto2         | 55  | Hafizh Syahrin      | 1-18        |
| Montáže Brož Racing Team                                           | Suter          | Suter MMX2          | 59  | Miroslav Popov      | 11, 13      |
| Technomag carXpert                                                 | Suter          | Suter MMX2          | 70  | Robin Mulhauser     | 1-18        |
| Technomag carXpert                                                 | Suter          | Suter MMX2          | 77  | Dominique Aegerter  | 1-18        |
| Moriwaki Racing                                                    | Moriwaki       | Moriwaki MD600      | 72  | Yuki Takahashi      | 15          |
| Promoto Sport                                                      | TransFIORmers  | TBA                 | 90  | Lucas Mahias        | 5, 11, 18   |
| Argentina TSR Motorsport                                           | Kalex          | Kalex Moto2         | 99  | Sebastián Porto     | 3           |

| Leyenda             | Leyenda |
| ------------------- | ------- |
| Piloto regular      |         |
| Piloto invitado     |         |
| Piloto de reemplazo |         |

## Resultados y clasificación

### Grandes Premios
| Ronda | Gran Premio                                         | Pole position      | Vuelta rápida      | Piloto ganador     | Constructor ganador |
| ----- | --------------------------------------------------- | ------------------ | ------------------ | ------------------ | ------------------- |
| 1     | Commercial Bank Grand Prix of Qatar                 | Esteve Rabat       | Maverick Viñales   | Esteve Rabat       | Kalex               |
| 2     | Red Bull Grand Prix of the Americas                 | Esteve Rabat       | Maverick Viñales   | Maverick Viñales   | Kalex               |
| 3     | Gran Premio Red Bull de la República Argentina      | Esteve Rabat       | Luis Salom         | Esteve Rabat       | Kalex               |
| 4     | Gran Premio de España                               | Mika Kallio        | Jonas Folger       | Mika Kallio        | Kalex               |
| 5     | Grand Prix de France                                | Jonas Folger       | Maverick Viñales   | Mika Kallio        | Kalex               |
| 6     | Gran Premio d'Italia                                | Esteve Rabat       | Esteve Rabat       | Esteve Rabat       | Kalex               |
| 7     | Gran Premi de Catalunya                             | Esteve Rabat       | Esteve Rabat       | Esteve Rabat       | Kalex               |
| 8     | TT Assen                                            | Esteve Rabat       | Dominique Aegerter | Anthony West       | Speed Up            |
| 9     | Motorrad Grand Prix Deutschland                     | Dominique Aegerter | Mika Kallio        | Dominique Aegerter | Suter               |
| 10    | Indianapolis Grand Prix                             | Mika Kallio        | Mika Kallio        | Mika Kallio        | Kalex               |
| 11    | Grand Prix České republiky                          | Esteve Rabat       | Esteve Rabat       | Esteve Rabat       | Kalex               |
| 12    | British Grand Prix                                  | Johann Zarco       | Esteve Rabat       | Esteve Rabat       | Kalex               |
| 13    | Gran Premio di San Marino e della Riviera di Rimini | Mika Kallio        | Esteve Rabat       | Esteve Rabat       | Kalex               |
| 14    | Gran Premio de Aragón                               | Maverick Viñales   | Thomas Lüthi       | Maverick Viñales   | Kalex               |
| 15    | Grand Prix of Japan                                 | Esteve Rabat       | Maverick Viñales   | Thomas Lüthi       | Suter               |
| 16    | Australian Grand Prix                               | Esteve Rabat       | Maverick Viñales   | Maverick Viñales   | Kalex               |
| 17    | Malaysian Motorcycle Grand Prix                     | Esteve Rabat       | Mika Kallio        | Maverick Viñales   | Kalex               |
| 18    | Gran Premio de la Comunitat Valenciana              | Esteve Rabat       | Thomas Lüthi       | Thomas Lüthi       | Suter               |

### Clasificación de pilotos
Sistema de puntuación
Los puntos se reparten entre los quince primeros clasificados en acabar la carrera. 
Sistema de puntuación de 1993 hasta 2022:
| Posición | 1.º | 2.º | 3.º | 4.º | 5.º | 6.º | 7.º | 8.º | 9.º | 10.º | 11.º | 12.º | 13.º | 14.º | 15.º |
| Puntos   | 25  | 20  | 16  | 13  | 11  | 10  | 9   | 8   | 7   | 6    | 5    | 4    | 3    | 2    | 1    |

| Pos | Piloto              | Moto           | QAT | AME | ARG | ESP | FRA | ITA | CAT | NED | GER | IND | CZE | GBR | SMR | ARA | JPN | AUS | MAL | VAL | Pts |
| --- | ------------------- | -------------- | --- | --- | --- | --- | --- | --- | --- | --- | --- | --- | --- | --- | --- | --- | --- | --- | --- | --- | --- |
| 1   | Esteve Rabat        | Kalex          | 1   | 2   | 1   | 4   | 3   | 1   | 1   | 8   | 4   | 4   | 1   | 1   | 1   | 2   | 3   | 3   | 3   | 2   | 346 |
| 2   | Mika Kallio         | Kalex          | 2   | 4   | 7   | 1   | 1   | 6   | 4   | 3   | 2   | 1   | 2   | 2   | 2   | 7   | 5   | 4   | 2   | Ret | 289 |
| 3   | Maverick Viñales    | Kalex          | 4   | 1   | Ret | 5   | 4   | 9   | 2   | 2   | 5   | 2   | 6   | 3   | 4   | 1   | 2   | 1   | 1   | Ret | 274 |
| 4   | Thomas Lüthi        | Suter          | 3   | 6   | 19  | 10  | 8   | Ret | 5   | 6   | 9   | Ret | 4   | 5   | 5   | 4   | 1   | 2   | 8   | 1   | 194 |
| 5   | Dominique Aegerter  | Suter          | Ret | 3   | 4   | 2   | 7   | 5   | 14  | 21  | 1   | 3   | 5   | 21  | 6   | 6   | 18  | 8   | 5   | 6   | 172 |
| 6   | Johann Zarco        | Caterham Suter | 23  | Ret | 18  | 8   | Ret | 7   | 3   | 4   | Ret | 10  | 9   | 4   | 3   | 3   | 4   | Ret | 4   | 3   | 146 |
| 7   | Simone Corsi        | Forward KLX    | 5   | 5   | 5   | Ret |     |     |     |     |     |     |     |     |     |     |     |     |     |     | 100 |
| 7   | Simone Corsi        | Kalex          |     |     |     |     | 2   | 4   | Ret | 13  | 3   | 5   | 12  | Ret |     |     |     |     |     |     | 100 |
| 8   | Luis Salom          | Kalex          | 14  | Ret | 3   | 6   | 5   | 2   | Ret | 15  | 14  | 26  | Ret | 19  | 15  | 13  | 15  | 17  | 11  | 4   | 85  |
| 9   | Sandro Cortese      | Kalex          | 7   | 14  | 9   | 9   | 12  | 13  | Ret | Ret | Ret | 6   | 3   | 18  | 12  | 12  | Ret | 6   | 7   | Ret | 85  |
| 10  | Marcel Schrötter    | Tech 3         | Ret | 9   | 11  | Ret | 11  | 12  | 9   | 12  | 12  | 14  | 10  | 14  | 11  | 10  | 29  | 7   | 10  | 8   | 80  |
| 11  | Franco Morbidelli   | Kalex          | 25  | 17  | 13  | 20  | 10  | 10  | 21  | 24  | 6   | Ret | 8   | 6   | 7   | 5   | 7   | 13  | Ret | 21  | 75  |
| 12  | Anthony West        | Speed Up       | 9   | 7   | 12  | 11  | 14  | 18  | 10  | 1   | 17  | 9   | 22  | 22  | 17  | Ret | Ret | 22  | 18  | 9   | 72  |
| 13  | Sam Lowes           | Speed Up       | 6   | 16  | 8   | Ret | 9   | 8   | Ret | Ret | 20  | 24  | Ret | 7   | 18  | 9   | Ret | 5   | Ret | 7   | 69  |
| 14  | Xavier Siméon       | Suter          | 24  | Ret | 2   | 7   | Ret | 14  | Ret | 25  | 10  | Ret | 14  | Ret | 16  | Ret | 10  | 9   | 19  | 5   | 63  |
| 15  | Jonas Folger        | Kalex          | 11  | Ret | 16  | 3   | 6   | 3   | Ret | 23  | Ret | 18  | 15  | Ret | 19  | 23  | 12  | 15  | 9   | 13  | 63  |
| 16  | Jordi Torres        | Suter          | 8   | 26  | 10  | 12  | 17  | 11  | Ret | 26  | Ret | 12  | 18  | 11  | 21  | 8   | 11  | 10  | 15  | 11  | 57  |
| 17  | Julián Simón        | Kalex          | 16  | 23  | 17  | 14  | Ret | 22  | 12  | 7   | 16  | Ret | 7   | 12  | 8   | 16  | 6   | 20  | 6   | Ret | 56  |
| 18  | Ricard Cardús       | Tech 3         | 12  | 10  | Ret | 13  | 26  | 19  | 7   | 16  | 11  | 15  | 20  | 16  | Ret | 14  | 9   | 16  | 12  | 12  | 45  |
| 19  | Hafizh Syahrin      | Kalex          | 15  | 15  | 20  | 21  | 15  | 25  | Ret | 10  | 18  | 7   | 13  | 8   | 20  | 11  | 8   | Ret | Ret | 16  | 42  |
| 20  | Alex de Angelis     | Suter          | Ret | 8   | 6   | 17  | Ret | 17  | Ret | 5   | Ret | 8   |     |     |     |     |     |     |     |     | 37  |
| 21  | Mattia Pasini       | Forward KLX    | 17  | 12  | Ret | 18  |     |     |     |     |     |     |     |     |     |     |     |     |     |     | 35  |
| 21  | Mattia Pasini       | Kalex          |     |     |     |     | Ret | Ret | 6   | 17  | 8   | DNS | 17  | 9   | 13  | 21  | Ret | Ret | 13  | Ret | 35  |
| 22  | Takaaki Nakagami    | Kalex          | DSQ | 11  | 15  | Ret | 16  | 16  | 13  | 14  | 21  | 11  | 19  | 15  | 10  | 15  | 13  | 11  | Ret | 14  | 34  |
| 23  | Axel Pons           | Kalex          | Ret | 19  | 26  | 16  | Ret | 15  | 8   | Ret | 15  | 16  | 11  | 10  | 9   | Ret | Ret | DNS | Ret | Ret | 28  |
| 24  | Randy Krummenacher  | Suter          | 13  | 13  | 27  | 15  | 13  | 26  | 25  | Ret | 7   | DNS | 24  | 13  | 14  | 27  | 21  | 19  | 26  | 22  | 24  |
| 25  | Lorenzo Baldassarri | Suter          | Ret | Ret | 28  | Ret | 20  | 23  | 11  | 9   | Ret | 17  | Ret | Ret | 25  | 25  | 17  | 14  | 17  | 10  | 20  |
| 26  | Louis Rossi         | Kalex          | 10  | Ret | 25  | Ret | Ret | 20  | 15  | 28  | 13  | 13  | 16  | 17  | 26  | 20  | 16  | 12  | Ret | 15  | 18  |
| 27  | Gino Rea            | Suter          | Ret | 25  | 30  | 26  | 19  | 21  | 22  | 11  | 25  | 25  | 26  | 20  | 22  | 17  | 14  | 21  | Ret | 24  | 7   |
| 28  | Nicolás Terol       | Suter          | Ret | Ret | 14  | DNS | 21  | 24  | 20  | 22  | 19  | 21  | 25  |     | Ret | 29  | 22  | 18  | 24  | 18  | 2   |
| 29  | Roberto Rolfo       | Suter          |     |     |     |     |     |     |     |     |     |     |     |     |     |     |     |     | 14  | 20  | 2   |
|     | Florian Marino      | Kalex          |     |     |     |     |     |     |     |     |     |     |     |     | 24  | 28  | 20  | 25  | 16  | 23  | 0   |
|     | Josh Herrin         | Caterham Suter | Ret | Ret |     |     | 22  | Ret | 16  | 18  | Ret | 28  | 21  | 24  |     |     |     |     |     |     | 0   |
|     | Robin Mulhauser     | Suter          | 22  | 24  | 29  | 27  | 25  | 30  | 18  | 27  | 24  | 22  | 30  | 27  | 29  | 26  | 28  | DNS | DNS | 17  | 0   |
|     | Román Ramos         | Speed Up       | 19  | 21  | 22  | 23  | 23  | 29  | 17  | 19  | 23  | 19  | 27  | 26  | 27  | 18  | 27  | 23  | 22  | 25  | 0   |
|     | Azlan Shah          | Kalex          | 18  | 18  | 21  | 24  | 24  | 27  | 19  | Ret | 28  | 20  | 28  | 25  | 32  | 19  | 24  | DNS | 20  | 27  | 0   |
|     | Lucas Mahias        | TransFIORmers  |     |     |     |     | 18  |     |     |     |     |     | 31  |     |     |     |     |     |     | Ret | 0   |
|     | Ratthapark Wilairot | Caterham Suter |     |     |     | 19  |     |     |     |     |     |     |     |     | 23  | 22  | 19  | Ret | Ret | 19  | 0   |
|     | Tetsuta Nagashima   | TSR            | 21  | 20  | 31  | 22  | Ret | 28  | 23  | 20  | 22  | 23  | Ret | DNS |     |     |     |     |     |     | 0   |
| NTS | Tetsuta Nagashima   |                |     |     |     |     |     |     |     |     |     |     |     |     |     |     |     |     | 26  |     | 0   |
|     | Thitipong Warokorn  | Kalex          | 20  | 22  | 24  | 28  | Ret | 31  | 24  | 29  | 26  | 27  | 29  | 28  | 30  | 30  | 25  | Ret | 21  | 28  | 0   |
|     | Tomoyoshi Koyama    | NTS            |     |     |     |     |     |     |     |     |     |     |     |     |     |     | 23  | 24  | 23  |     | 0   |
|     | Riccardo Russo      | Suter          |     |     |     |     |     |     |     |     |     |     | 23  | 23  | Ret | 24  | Ret |     |     |     | 0   |
|     | Sebastián Porto     | Kalex          |     |     | 23  |     |     |     |     |     |     |     |     |     |     |     |     |     |     |     | 0   |
|     | Decha Kraisart      | Tech 3         |     |     |     |     |     |     |     |     |     |     |     |     |     |     |     |     | 25  |     | 0   |
|     | Edgar Pons          | Kalex          |     |     |     | 25  |     |     |     |     |     |     |     |     |     |     |     |     |     |     | 0   |
|     | Aiden Wagner        | Kalex          |     |     |     |     |     |     |     |     |     |     |     |     |     |     |     | 26  |     |     | 0   |
|     | Yuki Takahashi      | Moriwaki       |     |     |     |     |     |     |     |     |     |     |     |     |     |     | 26  |     |     |     | 0   |
|     | Max Croker          | Suter          |     |     |     |     |     |     |     |     |     |     |     |     |     |     |     | 27  |     |     | 0   |
|     | Nina Prinz          | Speed Up       |     |     |     |     |     |     |     |     | 27  |     |     |     |     |     |     |     |     |     | 0   |
|     | Federico Caricasulo | TSR            |     |     |     |     |     |     |     |     |     |     |     |     | 28  |     |     |     |     |     | 0   |
|     | Jeremy McWilliams   | Taylor Made    |     |     |     |     |     |     |     |     |     |     |     | 29  |     |     |     |     |     |     | 0   |
|     | Chalermpol Polamai  | Tech 3         |     |     |     |     |     |     |     |     |     |     |     |     |     |     | 30  |     |     |     | 0   |
|     | Dakota Mamola       | Suter          |     |     |     |     |     |     |     |     |     |     |     | 30  |     |     |     |     |     |     | 0   |
|     | Federico Fuligni    | Suter          |     |     |     |     |     |     |     |     |     |     |     |     | 31  |     |     |     |     |     | 0   |
|     | Miroslav Popov      | Suter          |     |     |     |     |     |     |     |     |     |     | Ret |     | Ret |     |     |     |     |     | 0   |
|     | Kenny Noyes         | TSR            |     |     |     |     |     |     |     |     |     |     |     |     |     | Ret |     |     |     |     | 0   |
|     | Mashel Al Naimi     | Speed Up       | Ret |     |     |     |     |     |     |     |     |     |     |     |     |     |     |     |     |     | 0   |
| Pos | Piloto              | Moto           | QAT | AME | ARG | ESP | FRA | ITA | CAT | HOL | GER | IND | CZE | GBR | SMR | ARA | JPN | AUS | MAL | VAL | Pts |

| Color     | Resultado                                                               |
| --------- | ----------------------------------------------------------------------- |
| Oro       | Ganador                                                                 |
| Plata     | 2.ª plaza                                                               |
| Bronce    | 3.ª plaza                                                               |
| Verde     | Finalizó en los puntos                                                  |
| Azul      | Finalizó sin puntos                                                     |
| Azul      | NC - No clasificado                                                     |
| Violeta   | Ret - No terminó (Carrera)                                              |
| Rojo      | DNQ - No se clasificó                                                   |
| Negro     | DSQ - Descalificado                                                     |
| Blanco    | DNS - No empezó (carrera)                                               |
| Blanco    | WD - Retirado (fin de semana)                                           |
| Blanco    | C - Carrera cancelada                                                   |
| Sin color | DNP - Inscrito pero no participó                                        |
| Sin color | INJ - Lesionado                                                         |
| Sin color | EX - Excluido                                                           |
| Estado    | Resultado                                                               |
| Negrita   | Pole position                                                           |
| Cursiva   | Vuelta rápida                                                           |
| †         | Abandona, pero clasifica al completar el porcentaje requerido para ello |

### Clasificación constructores
| Pos | Constructor    | QAT | AME | ARG | ESP | FRA | ITA | CAT | NED | GER | IND | CZE | GBR | RSM | ARA | JPN | AUS | MAL | VAL | Pts |
| --- | -------------- | --- | --- | --- | --- | --- | --- | --- | --- | --- | --- | --- | --- | --- | --- | --- | --- | --- | --- | --- |
| 1   | Kalex          | 1   | 1   | 1   | 1   | 1   | 1   | 1   | 2   | 2   | 1   | 1   | 1   | 1   | 1   | 2   | 1   | 1   | 2   | 430 |
| 2   | Suter          | 3   | 3   | 2   | 2   | 7   | 5   | 5   | 5   | 1   | 3   | 4   | 5   | 5   | 4   | 1   | 2   | 5   | 1   | 284 |
| 3   | Caterham Suter | 23  | Ret | 18  | 8   | 22  | 7   | 3   | 4   | Ret | 10  | 9   | 4   | 3   | 3   | 4   | Ret | 4   | 3   | 146 |
| 4   | Speed Up       | 6   | 7   | 8   | 11  | 9   | 8   | 10  | 1   | 17  | 9   | 22  | 7   | 17  | 9   | 27  | 5   | 18  | 7   | 121 |
| 5   | Tech 3         | 12  | 9   | 11  | 13  | 11  | 12  | 7   | 12  | 11  | 14  | 10  | 14  | 11  | 10  | 9   | 7   | 10  | 8   | 97  |
| 6   | Forward KLX    | 5   | 5   | 5   | 18  |     |     |     |     |     |     |     |     |     |     |     |     |     |     | 33  |
|     | TransFIORmers  |     |     |     |     | 18  |     |     |     |     |     | 31  |     |     |     |     |     |     | Ret | 0   |
|     | TSR            | 21  | 20  | 31  | 22  | Ret | 28  | 23  | 20  | 22  | 23  | Ret | DNS | 28  | Ret |     |     |     |     | 0   |
|     | NTS            |     |     |     |     |     |     |     |     |     |     |     |     |     |     | 23  | 24  | 23  | 26  | 0   |
|     | Moriwaki       |     |     |     |     |     |     |     |     |     |     |     |     |     |     | 26  |     |     |     | 0   |
|     | Taylor Made    |     |     |     |     |     |     |     |     |     |     |     | 29  |     |     |     |     |     |     | 0   |
| Pos | Constructor    | QAT | AME | ARG | ESP | FRA | ITA | CAT | NED | GER | IND | CZE | GBR | RSM | ARA | JPN | AUS | MAL | VAL | Pts |

## Nota
1. ↑  Álex Mariñelarena resultó lesionado en un accidente de pruebas de pretemporada en el circuito Paul Ricard. No compitió en ninguna carrera durante la temporada 2014.